# Awmima Mohamed
Awmima Mohamed (arabisch أميمة محمد; * 5. Januar 1985) ist eine sudanesische Sprinterin. Sie war 2000, als erste sudanesische Frau, Teilnehmerin der Olympischen Spiele.

## Leben
Awmima Mohamed nahm bei den Olympischen Sommerspielen 2000 in Sydney im Wettbewerb Leichtathletik – 400 m (Frauen) teil. In der Vorrunde trat sie im Vorlauf 7 an und bewältigte die Strecke in 62,94 Sekunden. Als letzte dieses Laufs konnte sie sich nicht für die nächste Runde qualifizieren.

## Persönliche Bestzeiten
- 400-Meter-Strecke 62,94 s (2000)[1]